# Spilsby
Spilsby est un bourg et une paroisse civile du Lincolnshire. La ville est jumelée avec Fresnay-sur-Sarthe en France et Bassum en Allemagne. Le château de Bolingbroke tout proche est un site touristique notable. La population comptait 3 677 habitants en 2021.
Durant la Seconde Guerre mondiale et la guerre froide, une base de la Royal Air Force y était rattaché.
C'est la ville de naissance du navigateur John Franklin.